# Lagoa de Lavalduc
A lagoa de Lavalduc (em francês:  Étang de Lavalduc; em provençal mar de Lavalduc ou Estanh de Lavalduc) é uma lagoa litoral de água salgada no sul de França, a oeste da lagoa de Berre e a norte de Fos-sur-Mer.
A lagoa de Lavalduc tem nível variável e está localizada em três municípios: Saint-Mitre-les-Remparts, Istres e Fos-sur-Mer, no departamento de Bouches-du-Rhône. A sua cor de tom cor-de-rosa e azul iridescente é devida à presença de pequenos crustáceos como o Artemia salina.
Com uma altitude média de 10 metros abaixo do nível médio do mar, é o ponto natural mais baixo da França e u dos mais baixos da Europa.